# چارلز لی (حقوقدان)
چارلز لی (Charles Lee) (۱ ژانویه ۱۷۵۸–۲۴ ژوئن ۱۸۱۵)، وکیل و سیاستمدار آمریکایی اهل ویرجینیا بود که از ۱۷۹۵ تا ۱۸۰۱ به عنوان دادستان کل ایالات متحده خدمت کرد، پس از خدمت به عنوان دادستان شهر اسکندریه و همچنین سه دوره به عنوان نمایندهٔ شهرستان فیرفکس، او وزیر امور خارجه موقت ایالات متحده از ۱۳ مه ۱۸۰۰ تا ۵ ژوئن ۱۸۰۰ بود.

## اوایل زندگی و خانواده
چارلز سومین فرزند از یازده فرزند هنری (۱۷۳۰–۱۷۸۷) و لوسی (گریمز) لی بود که در مزرعه پدرش به نام لیسیلوانیا در شهرستان پرنس ویلیام، ویرجینیا متولد شد. او عضو یکی از اولین خانواده‌های ویرجینیا بود، برادر بزرگ‌تر او ژنرال هنری لی معروف به «هری سبک اسب» بود. ریچارد بلاند لی، یکی دیگر از برادران او، وکیل بود که نماینده کنگره شد و دوازدهمین رئیس‌جمهور آمریکا، زکری تیلور، پسر عموی سوم او بود. ریچارد همچنین امور حقوقی اقوام دورتر را انجام می‌داد. از جمله اجرای وصیت‌نامه ریچارد هنری لی که یکی از پسران/وارثان او، لودول لی نیز در اسکندریه وکالت می‌کرد.
لی آموزش خصوصی متناسب با جایگاه خود دریافت کرد، سپس در ۱۷۷۵ برای تحصیل در کالج نیوجرسی (که بعدها دانشگاه پرینستون شد) به پرینستون، نیوجرسی سفر کرد. لی قبل از بازگشت به ویرجینیا، نزد جرد اینگرسول در فیلادلفیا حقوق خواند.
در ۱۷۸۹، چارلز با آن لی (۱ دسامبر ۱۷۷۰ – ۹ سپتامبر ۱۸۰۴) که دومین دختر عموی او و دختر ریچارد هنری لی (پسر عموی اولش یک بار حذف شد) بود، ازدواج کرد و تا سال ۱۸۰۰ در شماره ۲۲۰ خیابان واشینگتنِ اسکندریه، زندگی کردند. سپس تا زمان مرگ آن لی در شماره ۴۰۷ خیابان واشینگتن (جاییکه چارلز لی با برادرش ادموند و همسرش (خواهر آن، سارا) تا یک سال پس از ازدواج مجددش به زندگی، ادامه داد) زندگی کردند. این زوج شش فرزند داشتند: آن لوسیندا لی (۱۷۹۰–۱۸۴۵)، پسر شیرخوار (آرتور) لی (۱۷۹۱–۱۷۹۱)، ریچارد هنری لی (فوریه تا مارس ۱۷۹۳)، چارلز هنری لی (متولد اکتبر ۱۷۹۴)، ویلیام آرتور لی (سپتامبر ۱۷۹۶–۱۸۱۷) و آلفرد لی (۱۸۶۵–۱۷۹۹). در ژوئیه ۱۸۰۹، لی دوباره با مارگارت اسکات پیتون از شهرستان فاکیه (۱۷۸۳–۱۸۴۳) ازدواج کرد. لی کمی قبل از ازدواج، ملکی را در اسکندریه فروخته بود، سپس چندین قطعه را در وارنتون (مرکز شهرستان فاکیه) فروخت و یک خانهٔ آجری دو طبقه در خیابان پرنس در اسکندریه اجاره کرد. چارلز و مارگارت لی چهار فرزند داشتند: رابرت ادن لی (۱۸۱۰–۱۸۴۳)، الیزابت گوردون لی (۱۸۹۲–۱۸۱۳)، ویلیس دروری لی (متوفی ۱۸۴۳) و الکساندر لی (۱۸۱۵–۱۸۱۵).

## حرفه
پس از ورود به ویرجینیا بار، لی در اسکندریه وکالت کرد (در بیشتر مواقع در بخشی از ناحیه کلمبیا وکالت می‌کرد)، همان کاری که برادرانش، ریچارد بلاند لی و ادموند جی لی، عمویش آرتور لی (حداقل از نظر فنی) و پسر عمو/برادر همسرش، لودول لی انجام می‌دادند. علاوه بر وظایف دولتی، لی یک فعالیت حقوقی خصوصی داشت که یکی از مشتریان او جورج واشینگتن بود (از ۱۷۸۵ تا انتصاب او به عنوان دادستان کل در ۱۷۹۵). او همچنین دادستان شهر اسکندریه بود تا اینکه در ۱۷۹۴ از مقام خود استعفا داد و در ۱۸۰۱ یک مقام قضایی محلی را بر عهده گرفت. چارلز لی نیز مانند عموی ملاک خود، ریچارد لی، سمت‌هایی انتصابی را به عنوان؛ (پردرآمدترین) جمع‌کننده مالیات بندر اسکندریه (۱۷۸۹–۱۷۹۳)، افسر نیروی دریایی در پوتوماک جنوبی (۱۷۷۷–۱۷۸۹)، منشی شرکت پوتوماک (۱۷۸۵) و کارمند شورای مشترک اسکندریه (۱۷۸۵) برعهده داشت.
رأی دهندگان شهرستان فیرفکس سه بار در سال‌های ۱۷۹۳، ۱۷۹۴ و ۱۷۹۵، لی و ساموئل آرل را به عنوان دو نماینده خود در مجلس نمایندگان ویرجینیا انتخاب کردند، (هرچند که آرل در سال آخر درگذشت و الیشا سی دیک جایگزین او شد و در ۱۷۹۶، هر دو توسط چارلز سیمز و آگوستین جی اسمیت جایگزین شدند).
رئیس‌جمهور جورج واشینگتن پس از مرگ ویلیام برادفورد در مقامش، لی را به عنوان دادستان کل منصوب کرد. پس از تصویب سنا، لی در ۱۰ دسامبر ۱۷۹۵ به آن مقام رسید و تا زمانی که واشینگتن از سمت خود خارج شد، به خدمت خود ادامه داد. جانشین جورج واشینگتن، رئیس‌جمهور جان آدامز، لی را به‌طور حدودی برای کل دولت خود (تا ۱۹ فوریه ۱۸۰۱) در آن سمت باقی گذاشت. لی پیشنهاد آدامز را برای انتصاب او به عنوان قاضی دادگاه عالی و جانشینی الیور السورث، رد کرد. در ۱۸ فوریه ۱۸۰۱، آدامز، لی را برای مقام یکی از ۱۶ قاضی جدید دادگاه مداری که توسط قانون قضایی ۱۸۰۱ ایجاد شده بود (یک سازماندهی مجدد قضایی که همچنین قضات دادگاه عالی ایالات متحده را به پنج قاضی کاهش داد و به‌طور موقت، قاضی مداری را حذف کرد) نامزد کرد. اگرچه سنا انتصاب او را در ۳ مارس ۱۸۰۱ تأیید کرد (همراه با «قضات نیمه شب» انتصاب رئیس‌جمهور آدامز در مقامش، پایان یافت)، اما قانون سازماندهی مجدد قضایی در ۸ آوریل ۱۸۰۲ (با قانون قضایی ۱۸۰۲) لغو شد.
لی، قبل و در طول خدمت فدرال خود، در اسکندریه زندگی کرد که در آن زمان بخشی از پایتخت بود. او در ۱۷۹۴ به عضویت شورای شهر اسکندریه انتخاب و دوباره نیز انتخاب شد. او از بازگرداندن بخش جنوبی ناحیه کلمبیا به ویرجینیا حمایت کرد که بالاخره در ۱۸۴۷ اتفاق افتاد. در سال ۱۸۰۴، اعضای شورا، لی را به عنوان شهردار اسکندریه انتخاب کردند، اما او از خدمت در این مقام امتناع کرد؛ بنابراین،  الیشا سی دیک به جای او انتخاب شد. سال قبل، برادرش ادموند جی لی، به عنوان بایگان شورا خدمت نمود و ابتدا در ۱۸۰۵ به عنوان نماینده بخش سوم انتخاب شد، سپس رئیس شورا (در ۱۸۱۰) و شهردار (۱۸۱۵) شد. لی، مزارع لیسیلوانیا را از پدرش به ارث برد، هرچند که مادرش لوسی، حق داشت تا پایان عمرش در آنجا زندگی کند، (که تا ۱۷۹۲ در آنجا ساکن بود و فوت کرد)، اما برای کاهش مشکلات مالی (به احتمال مربوط به سرمایه‌گذاری با برادرش لایت هورس هری لی)، چارلز لی آن را به پسر عموی خود ویلیام لی، رهن داد. محل سکونت آن در آتش سوخت، در نهایت سطح زمین زیر کشت نیز فروخته شد.
پس از دوران دادستانی کل، لی علاوه بر تبدیل شدن به یکی از برجسته‌ترین وکلای حاکم در ویرجینیای شمالی و ناحیه کلمبیا، مسئول بندر ناحیه پوتوماک شد. به عنوان یک وکیل خصوصی، لی وکالت ویلیام ماربری و سایر منصوبان «قاضی نیمه شب» توسط رئیس‌جمهور آدامز در پرونده ماربری وی مدیسون، پرونده تاریخی علیه دولت جفرسون به دلیل انتصابات سیاسی محقق نشده را بر عهده داشت. به‌طور همزمان، لی از هاگ استوارت، در استوارت وی لایرد دفاع کرد. لی همچنین از هارون بور، معاون سابق رئیس‌جمهور در ماجرای معروف خیانت، دفاع کرد.
لی همچنین پیشنهاد توماس جفرسون برای انتصابش به عنوان قاضی دادگاه عالی ایالات متحده را نپذیرفت.
اکثر اعضای خانوادهٔ لی، مزرعه‌ها را با استفاده از برده‌ها اداره می‌کردند. چارلز لی در ۱۷۸۷ صاحب دو برده در اسکندریه بود. همچنین او با مردی با همین نام رایج، در چندین شهرستان تایدواتر ویرجینیا که اجدادش مزرعه داشتند، برده داشت.

## وفات و میراث
لی در ۲۴ ژوئن ۱۸۱۵ در شهرستان فاکیه ویرجینیا در سن ۵۷ سالگی درگذشت و در قبرستان وارنتون در وارنتون دفن شد.